# باروته بای باوتسن
باروته بای باوتسن (به آلمانی: Baruth bei Bautzen) یک منطقهٔ مسکونی در آلمان است که در مالشویتس واقع شده‌است. باروته بای باوتسن ۴۱۲ نفر جمعیت دارد.